# Batalla de Yaguajay
La Batalla de Yaguajay (19–30 de diciembre de 1958) fue una victoria decisiva de los revolucionarios cubanos sobre los soldados del régimen del General Fulgencio Batista (1952-1958) cerca de la ciudad de Santa Clara, en Cuba, durante la Revolución Cubana.

## Trasfondo
En 1958, el Comandante en Jefe Fidel Castro ordenó a su ejército revolucionario lanzar una ofensiva contra el ejército de Fulgencio Batista. Mientras Fidel Castro dirigía una fuerza contra Guisa, Masó y otras localidades, otra gran ofensiva, dirigida por el comandante Ernesto Guevara, se dirigió a la toma de la ciudad de Santa Clara, capital de la entonces provincia de Las Villas.
Tres columnas fueron enviadas contra Santa Clara, bajo el mando del comandante Che Guevara, Jaime Vega y el comandante Camilo Cienfuegos. La columna de Vega cayó en una emboscada y fue completamente destruida. La columna de Guevara tomó posiciones en los alrededores de Santa Clara (cerca del poblado de Fomento). 
La columna de Camilo Cienfuegos atacó directamente una guarnición local del ejército en Yaguajay. Inicialmente compuesta por tan solo 60 hombres del núcleo de 230 de Fidel Castro, el grupo de Camilo Cienfuegos había reclutado a muchos a medida que cruzaba la campiña hacia Santa Clara, alcanzando finalmente una fuerza estimada de entre 450 y 500 combatientes.

## La batalla
La guarnición estaba formada por unos 250 hombres bajo el mando de un capitán cubano de ascendencia china, Alfredo Abón Lee. El ataque comenzó alrededor del 19 de diciembre.
Convencido de que enviarían refuerzos desde Santa Clara, Abón Lee defendió con determinación su puesto. Los guerrilleros intentaron repetidamente dominar a Abón Lee y sus hombres, pero fracasaron en cada intento. Para el 26 de diciembre, Camilo Cienfuegos se sentía bastante frustrado; parecía que no podían dominar a Abón Lee ni convencerlo de que se rindiera. Desesperado, Camilo Cienfuegos intentó usar un tanque casero contra la posición de Abón Lee.
El "tanque" era en realidad un gran tractor revestido de placas de hierro con lanzallamas improvisados encima. Tampoco tuvo éxito. Finalmente, el 30 de diciembre, Abón Lee se quedó sin municiones y se vio obligado a entregar sus fuerzas a la guerrilla.

## Consecuencias

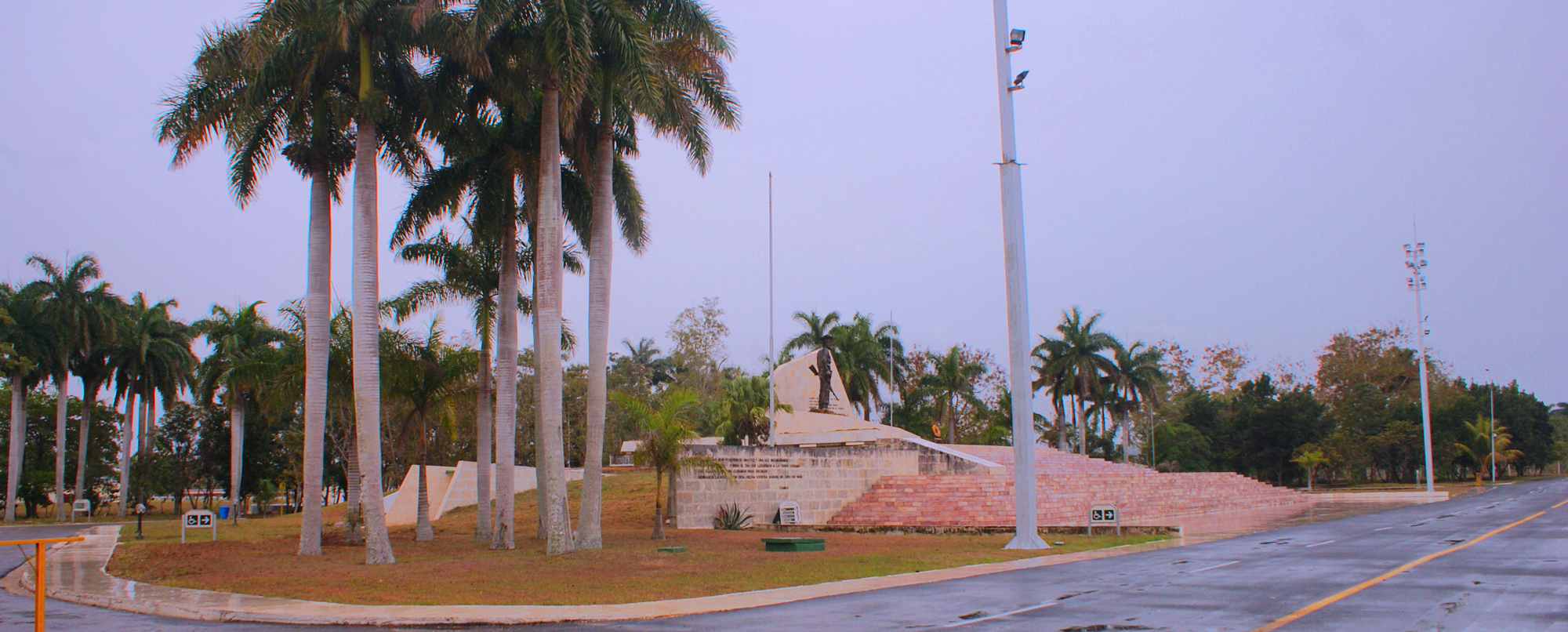
Parte central del monumento de la batalla y plaza con la estatua de Camilo Cienfuegos.

La rendición de la guarnición fue un duro golpe para los defensores de la capital provincial, Santa Clara. Al día siguiente, las fuerzas combinadas de Camilo Cienfuegos, el Che Guevara y otros revolucionarios locales, al mando del estadounidense William Alexander Morgan, capturaron la ciudad en un combate de gran confusión. Presa del pánico ante la noticia de la derrota en Santa Clara y otras pérdidas, Batista huyó de Cuba en la madrugada del 1 de enero de 1959.
En Yaguajay existe actualmente una plaza dedicada a esta batalla con una estatua del comandante Camilo Cienfuegos en el centro.